# AII amacriene cel

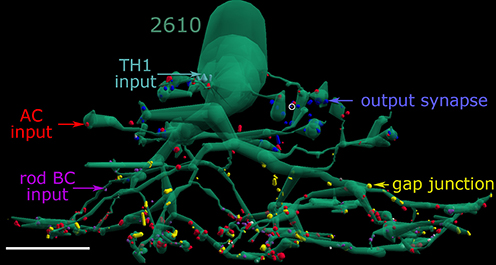
AII amacriene-celpartnerschappen. TH1: Tyrosinehydroxylase. Rod BC: Staafje bipolaire cel. AC: Amacriene cel. Gap junction.

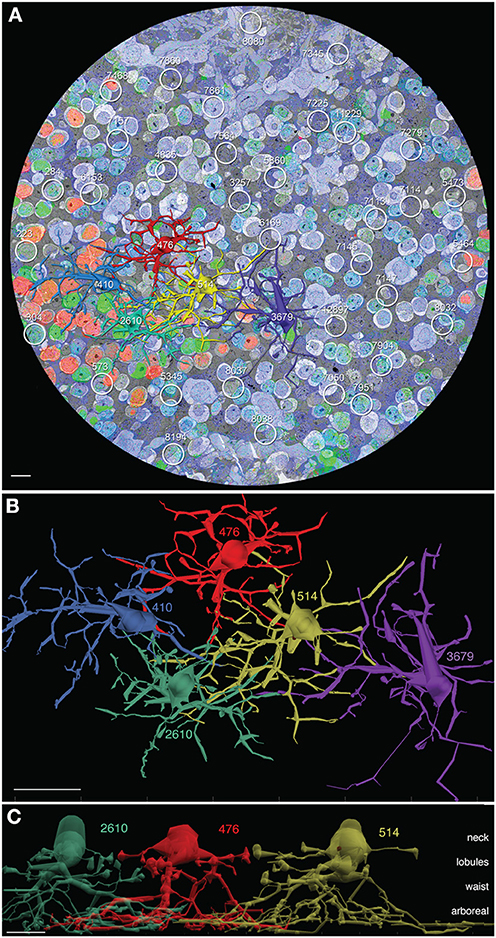
AII amacriene cellen in connectoom.

De AII amacriene cel is een subtype van de amacriene cel. Amacriene cellen zijn zenuwcellen die in het netvlies van zoogdieren voorkomen om te helpen bij het interpreteren van fotoreceptieve signalen. AII amacriene cellen vervullen de cruciale rol van het overbrengen van lichtsignalen van staafvormige fotoreceptoren naar de retinale ganglioncellen (die de axonen van de oogzenuw bevatten). De AII amacriene cellen zitten het dichtst op elkaar in het centrale netvlies, maar worden ook aangetroffen in de omliggende netvliesgebieden.
De AII amacriene cellen zijn uniek omdat ze voornamelijk werken met de verticale transmissie van informatie, wat betekent dat ze de retina bipolaire en ganglioncellen verbinden. Andere amacriene cellen helpen voornamelijk met horizontale paden, wat betekent dat ze vergelijkbare typen zenuwcellen verbinden. Amacriene II cellen werken ook heel vergelijkbaar met staafvormige fotoreceptoren in termen van drempel (hoeveelheid stimulatie die nodig is om te beginnen met presteren), verzadigingsniveau (hoe dicht ze staan en waar) en spectrale gevoeligheden (hoe gevoelig de cel is voor veranderingen in stimulatieniveaus). De AII amacriene cel werkt echter sneller dan de staafvormige fotoreceptoren.

## Morfologie
AII amacriene cellen zijn rond of ovaal en hebben dendrieten die met elkaar verbonden zijn om een systematisch mozaïek te vormen. Ze hebben twee hoofdvormen, die verschillen in hun dendritische bomen:
- De eerste vorm bestaat uit één dendriet met meerdere korte, dunne armen die eindigen in cirkelvormige aanhangsels.
- De tweede vorm heeft meerdere dunne dendrieten met daaraan bevestigde dendritische spines en uitgebreide vertakkingen.

## Overdracht van informatie
AII amacriene cellen helpen bij de overdracht van informatie tussen de staafjes en de retinale ganglioncellen. Deze cellen vormen een complex systeem dat de verbindingen tussen elke laag regelt en ervoor zorgt dat de activiteit van deze verbindingen binnen acceptabele grenzen blijft. Dit controlesysteem zorgt ervoor dat het systeem niet overbelast wordt, zelfs niet als het licht sterk varieert.
- De AII amacriene cellen zorgen ook voor contrast tussen signalen, waardoor er onderscheid kan worden gemaakt.[3]
- Dit systeem zorgt ervoor dat kleine, maar belangrijke signalen kunnen worden versterkt, terwijl grote, maar irrelevante signalen kunnen worden gedempt.[1]
- Er bestaan hier meerdere typen amacriene cellen, maar alleen de AII amacriene cellen vormen verticale paden.[2]
- Oorspronkelijk werd gedacht dat de amacriene cellen methodisch in dit systeem werden geplaatst. Er is echter ontdekt dat de plaatsing van amacriene cellen, met name AII amacriene cellen, ten opzichte van elkaar en ten opzichte van bipolaire cellen grotendeels willekeurig is bij de meeste gewervelde dieren. Het is nog niet bekend waarom dit zo is. Er wordt verondersteld dat amacriene cellen in staat zijn om binnen het netvlies te migreren, wat een willekeurige formatie veroorzaakt. Er wordt ook verondersteld dat de reden voor de willekeur is om een gelijkmatigere dekking en connectiviteit te bevorderen die een rigide systeem niet zou toestaan.[4]
- De AII amacriene cellen brengen signalen in twee richtingen over, wat een indrukwekkende synchronisatie van reacties van dit netwerk mogelijk maakt.[1]
- Vanuit dit netwerk worden de bipolaire cellen elk aan- of uitgezet om de intensiteit van het waargenomen licht te regelen en om contrast tussen kleuren te creëren.[3]

### Interconnectiviteit tussen AII amacriene cellen[1]
- Dopamine vermindert de interconnectiviteit van AII amacriene cellen.
- Het basisniveau van interconnectiviteit tussen AII amacriene cellen is momenteel onbekend, aangezien verschillende onderzoeksmethoden verschillende resultaten hebben opgeleverd. Eén model heeft gesuggereerd dat elke AII amacriene cel verbinding maakt met gemiddeld drie andere cellen, terwijl andere modellen hebben gesuggereerd dat elke cel verbinding kan maken met 20-300 andere cellen. Connectiviteit kan afhankelijk zijn van het gebied van het netvlies of het lichtniveau waaraan het gebied gewend is.

## Ontwikkeling
Het onderzoek naar de ontwikkeling van amacriene cellen is relatief recent. Een recent onderzoek vond dat amacriene cellen zich gedurende 7-28 dagen na de geboorte ontwikkelen. Gedurende deze tijd ontwikkelen de cellen dendrieten en dendritische spines, verschuiven ze rustmembraanpotentialen, ontwikkelen ze synaptische activiteit en ontwikkelen ze kaliumstromen (K+).